# Televizijska sezona
Televizijska sezona je izraz koji u televizijskoj terminologiji ima dva osnovna značenja. 
Prvi, i najširi, označava vremensko razdoblje - koji obično odgovara jednom ili više godišnjih doba, a koje karakterizira specifičan televizijski program, odnosno sadržaj i raspored njihovog emitiranja od strane određene televizijske stanice ili mreže. U većini zemalja na televiziji postoje dvije osnovne sezone - redovna (koja uključuje jesen, zimu i proljeće) te ljetna.
Drugo značenje se vezuje za televizijske serije, odnosno označava grupu epizoda predviđenih za emitiranje tijekomn jedne redovne televizijske sezone. Većina televizijskih serija se obično dijeli na različite sezone čije emitiranje počinje na jesen, a završava na proljeće. U SAD jedna sezona tradicionalno ima između 20 i 26 epizoda koje se emitiraju svakog tjedna. U Britaniji su sezone obično kraće, i obično sadržavaju 6 epizoda; ponekad se za njih rabi izraz serijal.